# Pie de Tierra Blanca
Pie de Tierra Blanca är en ort i Mexiko.   Den ligger i kommunen Atlamajalcingo del Monte och delstaten Guerrero, i den sydöstra delen av landet, 250 km söder om huvudstaden Mexico City. Pie de Tierra Blanca ligger 2 259 meter över havet och antalet invånare är 491.
Terrängen runt Pie de Tierra Blanca är huvudsakligen kuperad, men åt sydväst är den bergig. Runt Pie de Tierra Blanca är det ganska tätbefolkat, med 65 invånare per kvadratkilometer. Närmaste större samhälle är Malinaltepec, 6,7 km väster om Pie de Tierra Blanca. I omgivningarna runt Pie de Tierra Blanca växer huvudsakligen savannskog.